# Tunabergs landskommun
Tunabergs landskommun var en tidigare kommun i Södermanlands län.

## Administrativ historik
Den 1 januari 1863, när kommunalförordningarna började tillämpas, skapades över hela riket cirka 2 500 kommuner, varav 89 städer, 8 köpingar och resten landskommuner. Då inrättades i Tunabergs socken i Jönåkers härad i Södermanland denna kommun.
1952 genomfördes den första av 1900-talets två genomgripande kommunreformer i Sverige. Den innebar för Tunabergs del ingen förändring, men vid nästa indelningsreform, 1971, upphörde Tunabergs kommun och dess område tillfördes Nyköpings kommun.

### Kyrklig tillhörighet
I kyrkligt hänseende tillhörde kommunen Tunabergs församling.

## Kommunvapnet
Blasonering: Sköld, delad av guld, vari två korslagda svarta kanoner, och av svart, vari ett avslitet örnhuvud av guld med röd beväpning.

## Geografi
Tunabergs landskommun omfattade den 1 januari 1952 en areal av 111,77 km², varav 109,67 km² land. Efter nymätningar och arealberäkningar färdiga den 1 januari 1961 omfattade landskommunen samma datum en areal av 112,74 km², varav 110,97 km² land.

### Tätorter i kommunen 1960
I Tunabergs landskommun fanns tätorten Nävekvarn, som hade 837 invånare den 1 november 1960. Tätortsgraden i kommunen var då 43,3 procent.

## Politik

### Mandatfördelning i valen 1938-1966
| 4 | 16 |

| 19 |

| 2 | 18 |

| 18 |

| 20 |

| 17 | 3 |

| 14 | 4 | 2 |

| 18 |

| 13 | 4 | 2 | 1 |

| 17 | 3 |

| 14 | 3 | 2 | 1 |

| 17 | 3 |

| 14 | 3 | 2 | 1 |

| 15 | 5 |

| 13 | 4 | 1 | 2 |

| 17 | 3 |